# جیپ چروکی (کی‌ال)

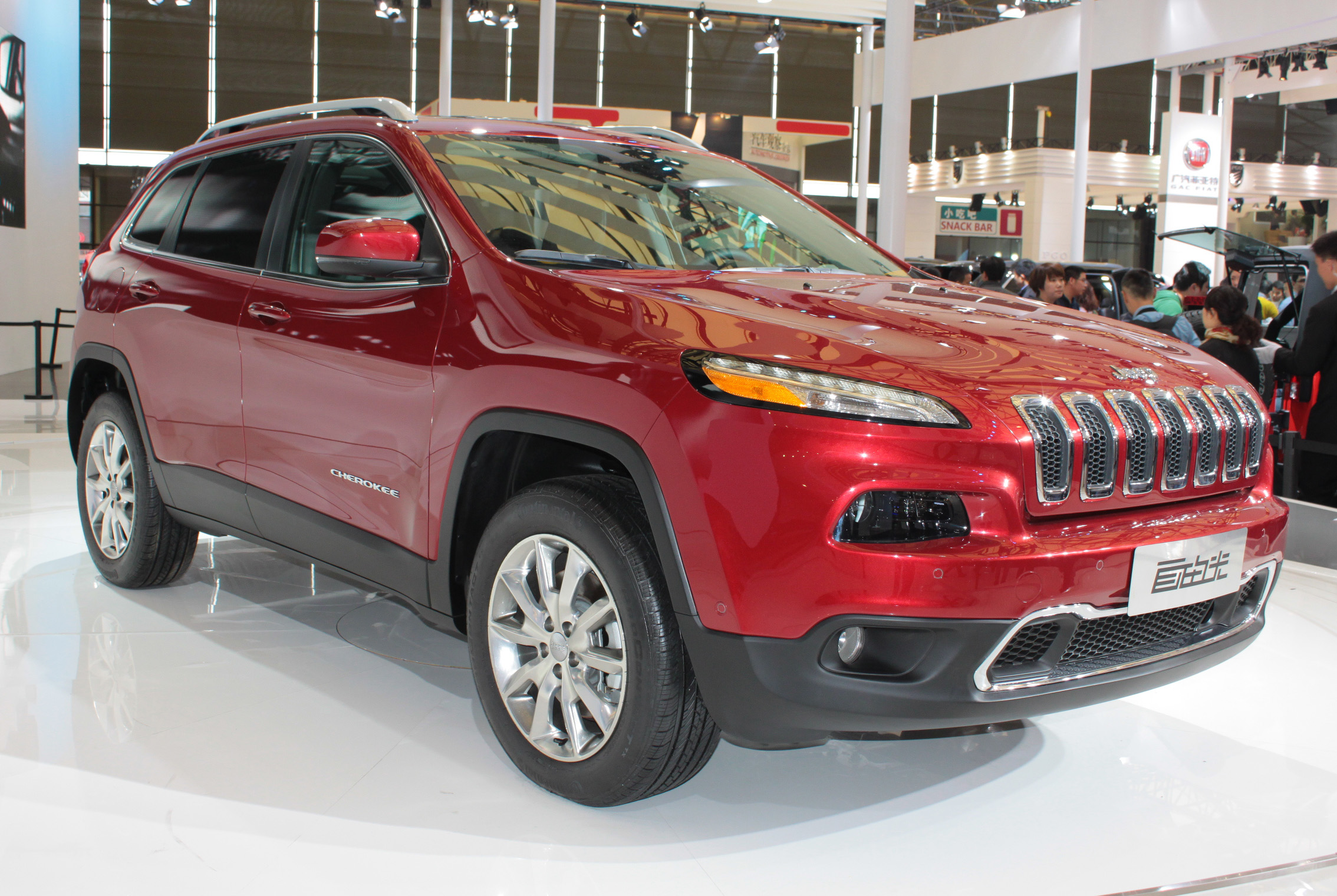
جیپ چروکی

جیپ چروکی (کی‌ال) (به انگلیسی: Jeep Cherokee) خودرویی است که از سال ۲۰۱۳ تا کنون توسط شرکت جیپ تولید شده‌است و در شهر تولیدو در اوهایو ساخته می‌شود.